# Бієве
Бі́єве —  село в Україні, у Миргородській міській громаді Миргородського району Полтавської області. Населення становить 8 осіб. Колишній орган місцевого самоврядування — Кибинська сільська рада.

## Населення

### Мова
Розподіл населення за рідною мовою за даними перепису 2001 року:
| Мова       | Відсоток |
| ---------- | -------- |
| українська | 100%     |

## Географія
Село Бієве знаходиться неподалік від витоків річки Лихобабівка. Через село проходить автомобільна дорога Р42, поруч проходить залізниця, станція Бієве за 0,5 км.